# 8 à Huit
8 à Huit est une enseigne de franchise de superettes en France fondée en 1977 et filiale du  groupe Carrefour depuis 1999. En 2009, la franchise a 735 adhérents.
À partir de 2018, la marque disparaît progressivement pour être remplacé par de nouveaux concepts de proximité : Carrefour City, Carrefour Express et Carrefour Contact.

## Le concept
Desservir facilement un certain type de population défini en fonction du lieu d'implantation et de la surface de vente proposée avec :
1. Des magasins d'appoints et pratiques : centre-ville, quartier très fréquenté, etc. auquel peut être adjoint une station essence (comme on le trouve souvent dû au partenariat entre 8 à Huit et BP).
2. Des plus grandes surfaces de vente : destinées aux milieux ruraux et moins bien achalandées par le réseau des grandes marques, facilement implantables dans un grand bourg. Ex : le magasin de Pissos ex - Codec, qui a changé de nom à la suite de la fusion Carrefour - Promodès en 1999.

L'enseigne propose quatre pôles : Saveur, Fraîcheur, Qualité et Vitalité qui sont visibles sur la devanture du magasin.
En 1996, l'enseigne est testée dans les stations-services BP avec huit magasins présents dans le Sud de la France ainsi qu'en région parisienne. Le groupe Promodès prévoit en novembre 1998 l'ouverture d'une centaine d'unités d'ici à trois ans dans les stations-services BP à la suite d'un accord majeur entre les deux groupes. À cette même période, l'enseigne est également testée chez Esso.
L'enseigne subit un nouveau lifting à partir de janvier 2014,.

## Les magasins

### Nombre d'implantations, surface de vente
L'enseigne compte en juillet 2014 456 unités en France sur une surface comprise entre 70 m2 et 400 m2 .
Les points de vente sont disposés de la même façon : "confort d’achat et convivialité sont assurés par des éléments de base communs à l’ensemble des points de vente 8 à Huit" selon les critères de proximité du Groupe Carrefour. Entre 2 000 et 5 000 produits sont référencés dans les magasins. On y trouve les grandes marques et les marques de distributeurs tels que Grand Jury et Reflets de France, les marques communes du groupe.
Dans les points de vente grande surface, il est ajouté un espace "Cave", où une sélection de vins assurée par les maisons du groupe est proposée. On y trouve aussi des services à la clientèle tels que la livraison à domicile, le dépôt de gaz, fax, fontaine à eau, point Internet, etc.

### Horaires
Les magasins 8 à Huit sont généralement ouverts de 8 h à 20 h, comme l'indique leur nom.

### Produits
À côté des produits de marques, ces magasins vendent la marque de distributeur Grand Jury, mais également la gamme produits n°1 et les produits Reflets de France.

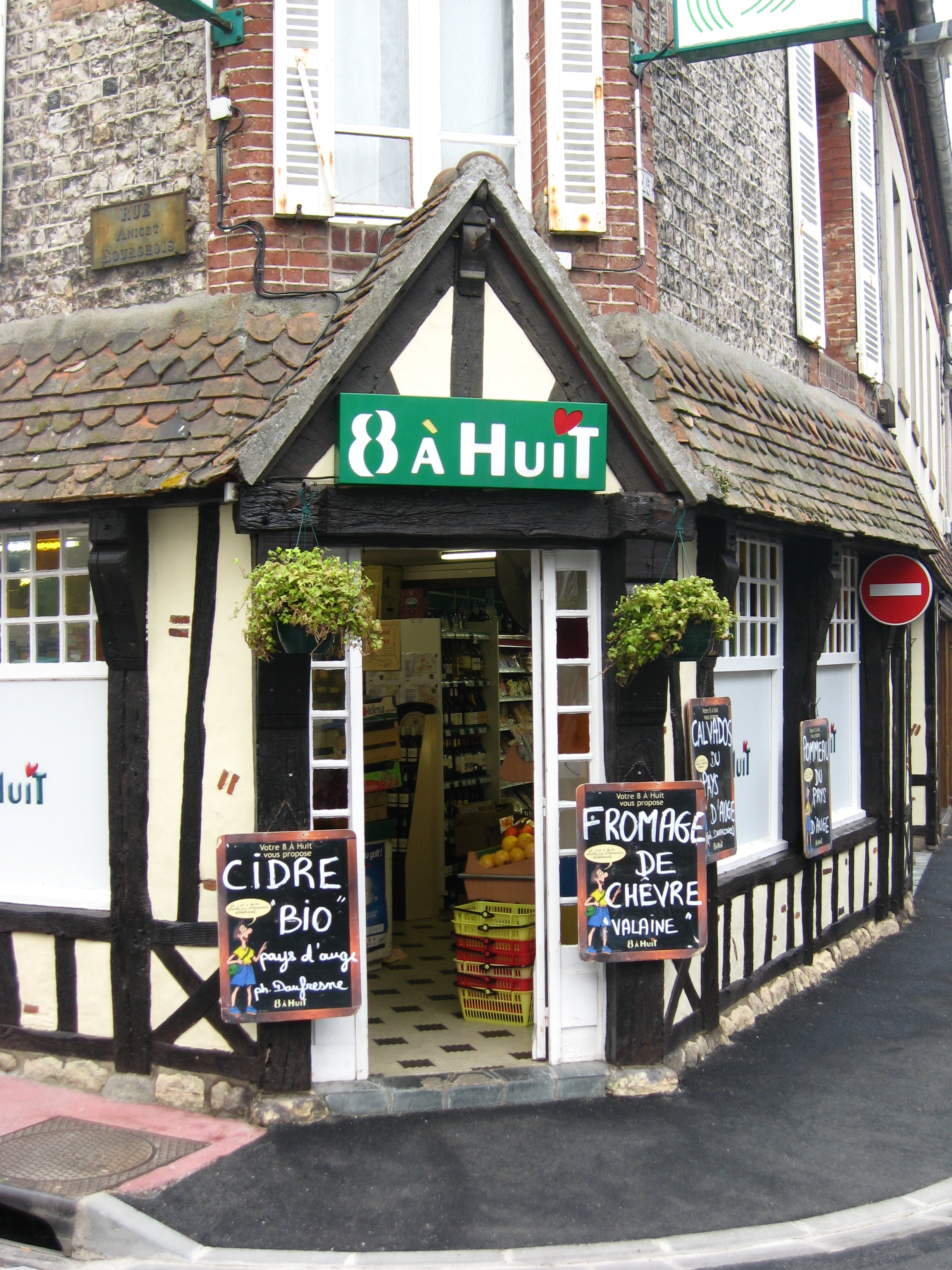
8 à Huit Étretat (aujourd’hui remplacé par Carrefour Express)
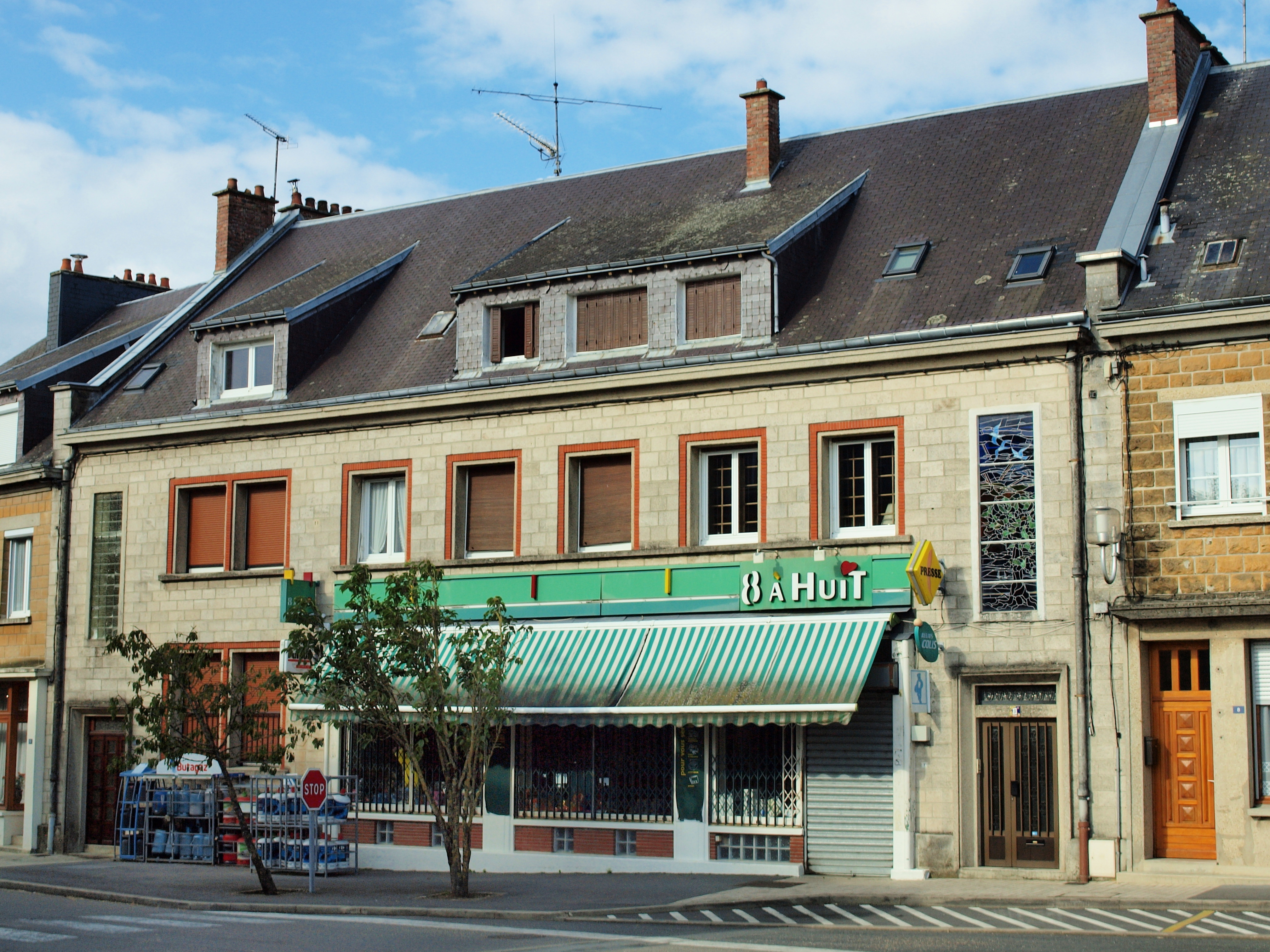
Magasin 8 à Huit Le Chesne (Bairon-et-ses-Environs)

## Identité de l'enseigne

### Logos

Ancien logo de 8 à Huit.
Logo actuel de 8 à Huit.

### Slogan
- "Au cœur de la vie"

## Programme de fidélité, mécénat
8 à Huit propose un programme de fidélité à ses clients qui permet d'accumuler des points convertibles en cadeaux, disponibles sur catalogue (la carte n'est valable que dans le magasin dans lequel le client est inscrit)[réf. nécessaire].

## Centrales d'achats
Les magasins sont approvisionnés par les centrales de Prodim, dont la principale se trouve dans le parc d'activités de Courtabœuf aux Ulis. Les centrales appartiennent au Groupe Carrefour.